# Franz Xaver Meitinger
Franz Xaver Meitinger (* 10. Mai 1905 in Ried; † 25. Juli 1966) war ein deutscher Jurist und Politiker (BP).

## Leben und Beruf
Nach dem Abitur am Humanistischen Gymnasium nahm Meitinger ein Studium der Rechts- und Staatswissenschaften in München und Erlangen auf, das er zunächst mit dem ersten und 1936 mit dem zweiten juristischen Staatsexamen beendete. Anschließend war er als Rechtsanwalt in München tätig. Zum 1. Mai 1933 war er der NSDAP beigetreten (Mitgliedsnummer 1.724.933). Von 1941 bis 1945 nahm er als Soldat am Zweiten Weltkrieg teil. Während des Krieges wurde er zunächst als Krankenträger an der Ostfront und dann nach einer 1942 erlittenen Verwundung als Zahlmeister in verschiedenen Munitionsanstalten eingesetzt.
Meitinger war seit Juli 1945 Geschäftsführer eines Lebensmittelgroßhandels in Neumarkt in der Oberpfalz. Er promovierte 1948 zum Dr. jur. utr., wurde erneut als Rechtsanwalt zugelassen und übte diesen Beruf schließlich in seinem Heimatort aus.
Er war Mitglied der katholischen Studentenverbindung KStV Karolingia München.

## Abgeordneter
Meitinger war 1950/51 Mitglied des Bayerischen Landtages. Dem Deutschen Bundestag gehörte er in dessen erster Legislaturperiode seit dem 26. September 1951, als er für den ausgeschiedenen Abgeordneten Gebhard Seelos nachrückte, bis 1953 an. Seit dem 14. Dezember 1951 war er hier Mitglied der Fraktion Föderalistische Union (FU). Er war über die Landesliste Bayern ins Parlament eingezogen.